# Henrique Casimiro I de Nassau-Dietz
Henrique Casimiro I de Nassau-Dietz (21 de Janeiro de 1612 - 13 de Julho de 1640) foi um conde de Nassau-Dietz e stadholder de Frísia, Groninga e Drente.

## Família
Henrique foi o filho mais velho sobrevivente do conde Ernesto Casimiro I de Nassau-Dietz e da sua esposa, a princesa Sofia Hedwig de Brunswick-Lüneburg. Os seus avós paternos eram o conde João VI de Nassau-Dillenburg e a condessa Isabel de Leuchtenberg. Os seus avós maternos eram o duque Henrique Júlio de Brunswick-Wolfenbüttel e a princesa Isabel da Dinamarca. A sua tia-avó materna, a princesa Ana da Dinamarca, era a esposa do rei Jaime I de Inglaterra.

## Biografia
Tal como seu pai Ernesto, Henrique também morreu em batalha. No dia 12 de Julho de 1640 é ferido com gravidade em Sint Jansteen, na Batalha de Hulst, vindo a morrer no dia seguinte. Encontra-se enterrado em Leeuwarden e foi sucedido nos seus títulos pelo seu irmão, Guilherme Frederico de Nassau-Dietz. A sua morte aos vinte e oito anos fez com que se criassem vários memoriais no local da batalha onde morreu. O Rijksmuseum tem em exposição uma camisola que terá sido usada por ele quando ficou ferido, bem como o chapéu do seu pai com um buraco da bala que o matou.